# Daiki Asaoka
Daiki Asaoka (japanisch 浅岡 大貴 Asaoka Daiki; * 21. April 1995) ist ein ehemaliger japanischer Fußballspieler.

## Karriere
Daiki Asaoka erlernte das Fußballspielen in der JFA Academy Fukushima sowie in der Universitätsmannschaft der Universität Tsukuba. Seinen ersten Vertrag unterschrieb Asaoka am 1. Januar 2018 bei Albirex Niigata (Singapur). Der 2004 gegründete Verein ist ein Ableger des japanischen Zweitligisten Albirex Niigata. Der Verein spielt in der ersten singapurischen Liga, der Singapore Premier League. 2018 feierte er mit Albirex die Meisterschaft und den Gewinn des Singapore Cup. Das Endspiel gegen Brunei DPMM FC gewann man mit 4:1. Nach 24 Erstligaspielen wechselte er 2019 zum japanischen Fünftligisten Tokyo United. Mit dem Verein spielte er siebenmal in der Kantō Soccer League.
Am 1. Februar 2020 beendete er seine Karriere als Fußballspieler.

## Erfolge
Albirex Niigata (Singapur)
- Singapore Premier League: 2018
- Singapore Cup: 2018